# Federação Neozelandesa de Hóquei no Gelo
A Federação NeoZelandesa de Hóquei no Gelo é o órgão que dirige e controla o hóquei no gelo da Nova Zelândia, comandando as competições nacionais e a seleção nacional.